# Берзиньш, Альфонс
Альфонс Берзиньш (лит. Alfons Bērziņš 7 ноября 1916, Рига, Российская Империя —16 декабря 1987, Рига, СССР) — бывший латышский и советский конькобежец, серебряный призёр чемпионата мира в многоборье 1939 года, чемпион Европы 1939 года, участник Олимпиады 1936 года, 6-кратный абсолютный чемпион Латвии, серебряный призёр чемпионата СССР в абсолютном зачёте.

## Биография
Альфонс Берзиньш родился в Риге, в семье портного Мартина Берзиньша. С раннего детства стал увлекаться коньками. Молодому скороходу приходилось добывать средства, чтобы учиться в школе и бегать на коньках. В школьные каникулы он работал на постройках каменщиком. После окончания школы Альфонс долго был в поисках работы и с трудом устроился на место конторщика льняной фабрики.
Заниматься конькобежным спортом Альфонс Берзиньш начал в 15-летнем возрасте рядом со знаменитым в то время Альбертсом Румбой. Выступал за клуб «Universitātes sports». В 1933 году молодой спортсмен впервые участвовал в чемпионате Латвии среди юниоров и выиграл, а уже через год стал серебряным призёром Латвии среди взрослых. С 1934 года тренером 18-летнего Берзиньша стал Роберт Витхофс. 
В 1935 году Альфонс выиграл звание чемпиона страны и не уступал первенство до 1941 года. В 1936 году дебютировал на чемпионате мира в многоборье, где занял 8-е место. В феврале 1936 года участвовал на олимпийских играх в Гармиш-Партенкирхене и занял 14 место на 500 м, 18 место на 1500 м и 5000 м, и 19 место на 10000 метров. В 1937 году остановился на 9-м месте на чемпионате мира в Осло.
В 1938 году на чемпионате мира в Давосе он выиграл малую бронзовую медаль в забеге на 1500 метров, а в сумме многоборья поднялся на 4-е место. Триумфальным стал для него 1939 год, в родном городе Риге стал чемпионом Европы в многоборье, а в Хельсинки занял 2-е место на чемпионате мира. Альфонс Берзиньш стал первым латышским конькобежцем выигравшим международный турнир. 
В 1940 году на неофициальном чемпионате мира в Осло Берзиньш завоевал первое место. В августе того же года Латвия вошла в состав Советского Союза и вскоре 23-летний латыш вступил в ряды Красной армии. В 1941 году младший командир РККА на чемпионате СССР занял второе место. В том же году выиграл и чемпионат Латвийской ССР.
Во время Второй мировой войны был призван в армию, служил сержантом в артиллерийском полку. В 1942 году попал в плен и воевал на стороне нацистской Германии, но продолжал участвовать в соревнованиях в оккупированной Латвии до 1943 года. В 1944 году был даже награждён Железным крестом 2-й степени.
В 1945 году был пленён Красной армией, приговорен к 10 годам лагерей, и депортирован в Сибирь. В 1955 году вернулся в Латвию, стал тренером. Его ученица Ласма Каунисте в 1969 стала чемпионкой мира. Умер Альфонс Берзиньш 16 декабря 1987 года в Риге.

## Спортивные достижения
| Год  | Чемпионаты Европы | Чемпионаты мира многоборье | Олимпиады                                   |
| ---- | ----------------- | -------------------------- | ------------------------------------------- |
| 1936 |                   | 8e                         | 14e 500 м 18e 1500 м 18e 5000 м 19e 10000 м |
| 1937 |                   | 9e                         |                                             |
| 1938 | 12e               | 4e                         |                                             |
| 1939 | 1                 | 2                          |                                             |